# Scopaeus sulcicollis
Scopaeus sulcicollis är en skalbaggsart som först beskrevs av Stephens 1833.  Scopaeus sulcicollis ingår i släktet Scopaeus, och familjen kortvingar. Arten är reproducerande i Sverige.